# Cara Santa Maria
Cara Louise Santa Maria (19 de outubro de 1983) é uma comunicadora de ciência americana, jornalista, podcaster, apresentadora de televisão, neurocientista. Ela atualmente hospeda seu proprio podcast Nerdy talk e co-ancora The Skeptics' Guide to the Universe.